# Cửa hàng Hyundai
Cửa hàng Hyundai (Hangul: 현대백화점 주식회사, tiếng Anh: Hyundai Department Store, KRX: 069960) là một chuỗi các cửa hàng bán lẻ hoạt động dưới tên thương hiệu của tập đoàn mẹ Hyundai. Hiện nay, cùng với Lotte Department Store, Shinsegae, Hyundai Department Store đang là một trong ba chuỗi cửa hàng bách hóa và trung tâm thương mại lớn nhất ở Hàn Quốc.

## Hệ thống cửa hàng
Vùng thủ đô Seoul
- Cửa hàng chính Apgujeong (압구정 본점) ở Gangnam-gu, Seoul
- Trung tâm thương mại thế giới Seoul (무역센터점) ở Gangnam-gu, Seoul
- Cửa hàng Cheonho (천호점) ở Gangdong-gu, Seoul
- Cửa hàng Sinchon - Tòa nhà chính & U-PLEX (신촌점 본관, 유플렉스) ở Seodaemun-gu, Seoul
- Cửa hàng Mia (미아점) ở Seongbuk-gu, Seoul
- Cửa hàng Mokdong (목동점) ở Yangcheon-gu, Seoul
- Cửa hàng Jungdong (중동점) ở Wonmi-gu, Bucheon, Gyeonggi-do
- Cửa hàng Kintex (킨텍스점) ở Ilsanseo-gu, Goyang, Gyeonggi-do
- Cửa hàng Pangyo (판교점) ở Bundang-gu, Seongnam, Gyeonggi-do
- Trung tâm mua sắm cao cấp Gimpo tại Gimpo Marina City, SW SEOUL ở thành phố Gimpo kế bên sân bay quốc tế Gimpo.

Vùng Yeongnam
- Cửa hàng Ulsan (울산점) ở Nam-gu, Ulsan
- Cửa hàng Ulsan Dong-gu (울산동구점) ở Dong-gu, Ulsan
- Cửa hàng Busan (부산점) ở Dong-gu, Busan
- Cửa hàng Daegu (대구점) ở Jung-gu, Daegu

Vùng Hoseo
- Cửa hàng Chungcheong (충청점) ở Heungdeok-gu, Cheongju, Chungcheongbuk-do

Các khu vực khác
- Cửa hàng Asan ở Asan, Chungcheongnam-do
- Cửa hàng Yangjae ở Seocho-gu, Seoul
- Cửa hàng Gwanggyo ở Yeongdong-gu, Suwon, Gyeonggi-do
- Cửa hàng Ansan ở Ansan, Gyeonggi-do
- Một trung tâm thương mại ở Centum City, Haeundae-gu, Busan

Cửa hàng đã đóng
- Cửa hàng Bupyeong ở Bupyeong-gu, Incheon (đóng cửa vào năm 2003)
- Banpo Outlet ở Seocho-gu, Seoul (đóng cửa vào năm 2005)
- Fashion Outlet "May" (formerly Ulsan Seongnam Store) ở Jung-gu, Ulsan (đóng cửa vào năm 2005)
- Cửa hàng Gwangju (광주점) ở Buk-gu, Gwangju (đóng cửa vào năm 2013)